# On the Radio (chanson de Donna Summer)
Singles de Donna Summer
No More Tears (Enough Is Enough)
(1979) Sunset People
(1980)
On the Radio est une chanson de la chanteuse américaine Donna Summer, sortie en 1979.

## Historique
Elle a été écrite par Donna Summer avec le producteur musical Giorgio Moroder pour le film Ça plane, les filles ! (anglais : Foxes), un film dramatique pour adolescents avec Jodie Foster et Scott Baio, réalisé par Adrian Lyne et sorti en 1980.
Initialement parue sur la première compilation des plus grands succès de Donna Summer, sortie (aux États-Unis) en octobre 1979 en intitulé On the Radio: Greatest Hits Volumes I & II, la chanson a également été publiée en single.
Aux États-Unis, elle a débuté à la 86e place du Hot 100 de Billboard (dans la semaine du 12 janvier 1980) et atteint la 5e place (pour la semaine du 8 mars),. Au Royaume-Uni, elle a débuté à la 54e place du hit-parade des singles (dans la semaine du 10 au 16 février 1980) et atteint la 32e place (la semaine suivante, du 17 au 23 février),.